# LG G Pad 8.3
LG G Pad 8.3 (hay còn được gọi là LG G Tab 8.3) là một máy tính bảng 8,3 inch (21 cm) chạy Android được sản xuất và tiếp thị bởi LG Electronics. Nó thuộc về dòng sản phẩm LG G, được giới thiệu vào ngày 4 tháng 9 năm 2013 và bán ra vào tháng 11 năm 2013. Không giống như người tiền nhiệm với màn hình 8,9 inch (23 cm), G Pad 8.3 có màn hình nhỏ hơn là 8,3 inch (21 cm).